# Peace, Love et plus si affinités
Pour plus de détails, voir Fiche technique et Distribution.
Peace, Love et plus si affinités (Wanderlust) est un film américain réalisé par David Wain, sorti en 2012.

## Synopsis
George et Linda quittent New York et le stress des grandes villes, après le licenciement de George. Celui-ci espère retrouver un toit et du travail chez son frère à Atlanta. La cohabitation se passant très mal, le couple rejoint la communauté hippie d’Elysium, dont l’unique règle de fonctionnement est d’être soi-même…

## Fiche technique
- Titre original : Wanderlust
- Titre français : Peace, Love et plus si affinités
- Réalisation : David Wain
- Scénario : David Wain et Ken Marino, d'après une histoire de David Wain
- Musique : Craig Wedren
- Direction artistique :
- Décors : Aaron Osborne
- Costumes : Debra McGuire
- Directeur de la photographie : Michael Bonvillain
- Musique : Craig Wedren
- Montage : David Moritz et Robert Nassau
- Production : Judd Apatow, Ken Marino, Paul Rudd et David Wain ;Marcei A. Brown (directeur de production)
- Sociétés de production :  Apatow Productions, Hot Dog et Relativity Media
- Société de distribution :  Universal Pictures
- Pays d'origine :  États-Unis
- Langue originale : anglais
- Genre : Comédie romantique
- Durée : 98 minutes[1]
- Dates de sortie en salles : 
  - États-Unis : 24 février 2012
  - France : 30 mai 2012
  - États-Unis : 19 juin 2012 en DVD[2]
  - France : 2 octobre 2012 en DVD[3]

## Distribution
Source et légende : Version française (V. F.)
- Jennifer Aniston (V. F. : Dorothée Jemma) : Linda
- Paul Rudd (V. F. : Cédric Dumond) : George
- Justin Theroux (V. F. : Boris Rehlinger) : Seth
- Malin Åkerman (V. F. : Barbara Kelsch) : Eva
- Lauren Ambrose (V.F. : Ludivine Maffren) : Almond
- Joe Lo Truglio (V. F. : Gérard Darier) : Wayne Davidson
- Alan Alda (V. F. : Bernard Tiphaine) : Carvin
- Ken Marino (V. F. : Serge Faliu) : Rick
- Michaela Watkins (V. F. : Virginie Méry) : Marisa[5]
- Jordan Peele (V. F. : Jean-Baptiste Anoumon) : Rodney
- Kathryn Hahn : Karen
- Kerri Kenney-Silver (V. F. : Véronique Augereau) : Kathy
- Ray Liotta : lui-même[6]
- Linda Lavin (V. F. : Frédérique Cantrel) : Shari
- Patricia French : Beverly
- Mather Zickel (V. F. : Jérôme Rebbot) : Jim Stansel
- Todd Barry (V. F. : Marc Perez) : Sherm
- Zandy Hartig : Marcy
- John D'Leo : Tanner

Version française
Studio de doublage : Cinephase
Direction artistique : Nathalie Régnier
Adaptation : Dominique Lubeigt

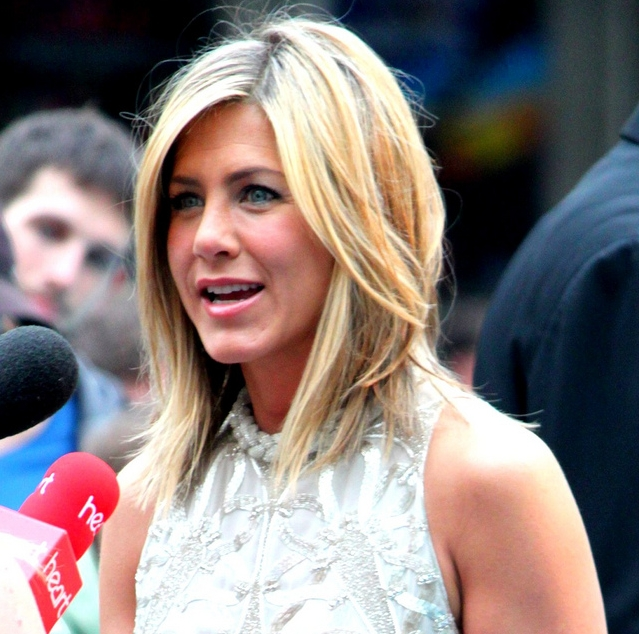
Jennifer Aniston interprétant le rôle de Linda
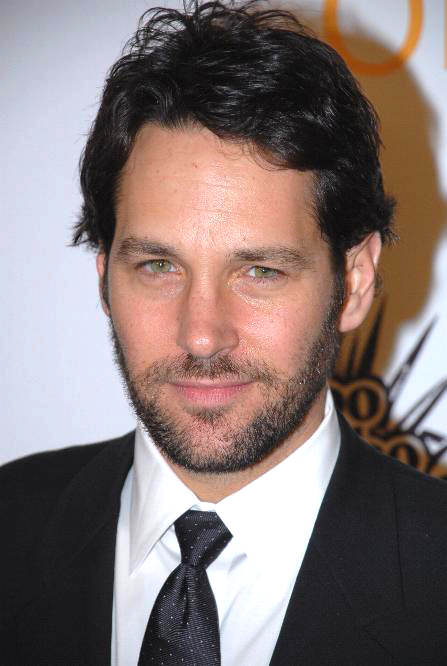
Paul Rudd interprétant le rôle de George
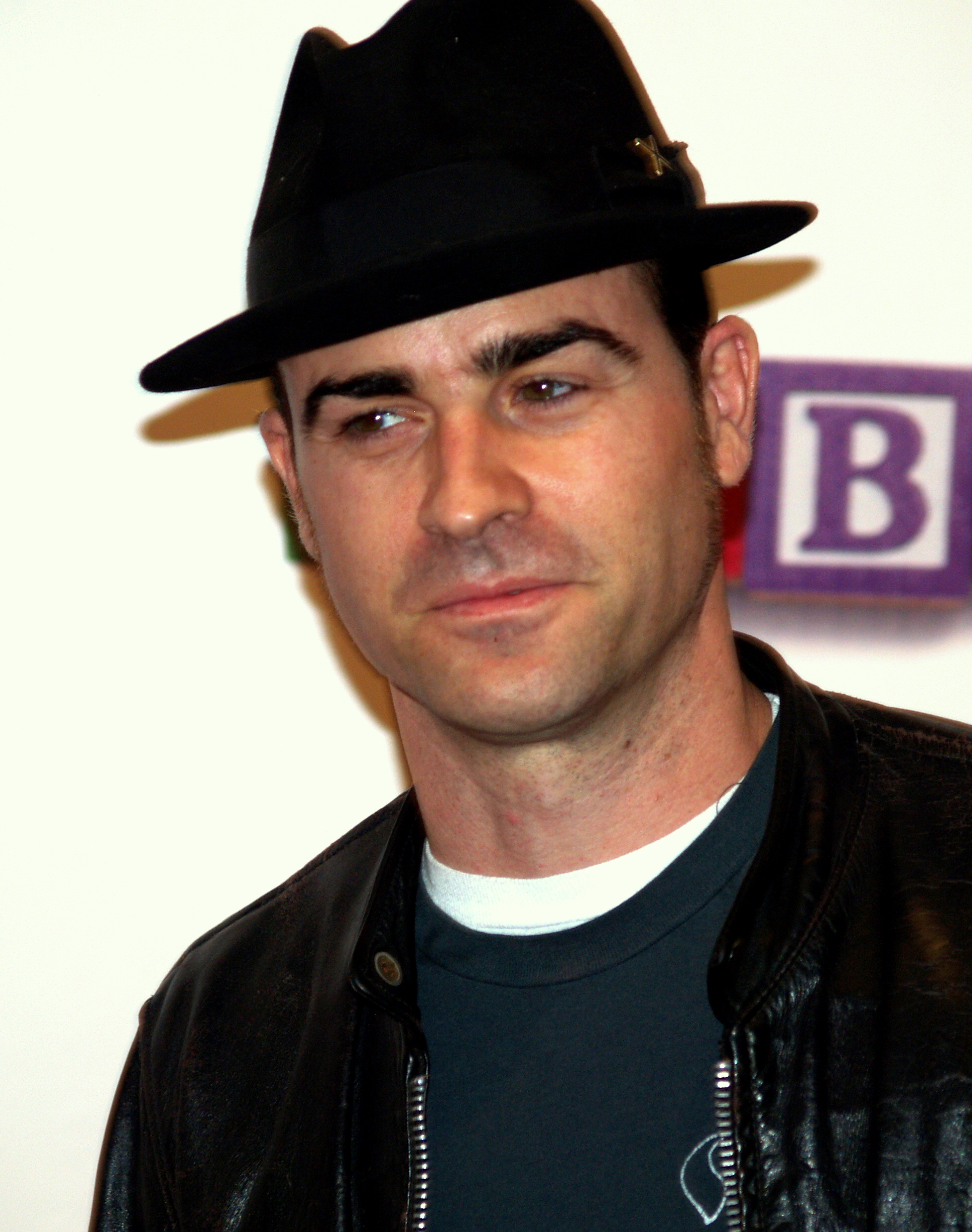
Justin Theroux interprétant le rôle de Seth
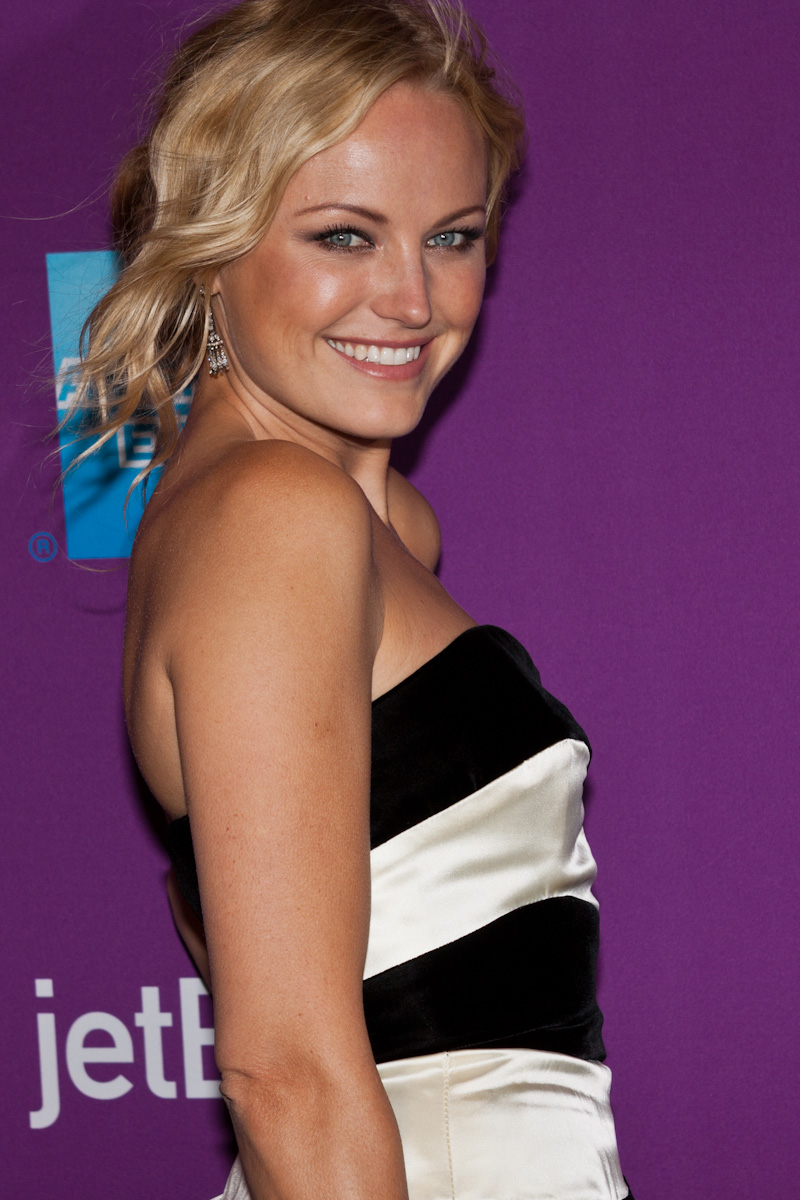
Malin Åkerman interprétant le rôle d'Eva
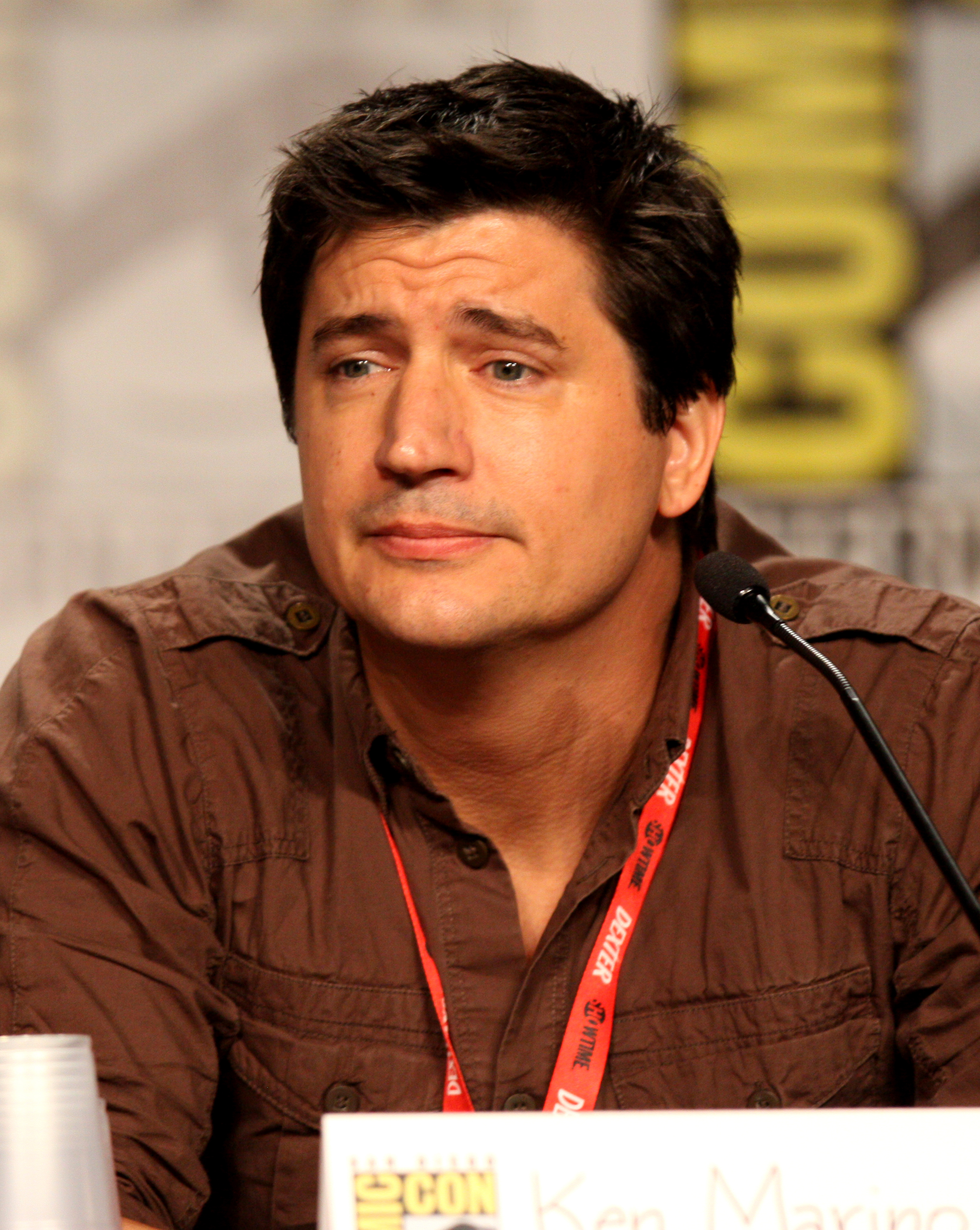
Ken Marino interprétant le rôle de Rick

## Autour du film
- Il s'agit de la septième collaboration entre l'acteur Paul Rudd et le producteur Judd Apatow.
- Jennifer Aniston et Paul Rudd ont joué ensemble dans Friends dans les rôles de Rachel Green et Mike Hannigan, ainsi que dans L'Objet de mon affection en 1998.
- Jennifer Aniston et Justin Theroux s'étaient rencontrés par l'intermédiaire de leur ami Robert Downey Jr. en 2007 mais se sont retrouvés sur ce tournage. Ils se fiancent en 2012 et se marient en 2015. En 2018, ils annoncent leur divorce, en soulignant qu'ils restent en bons termes.

## Box-office
| Pays ou région | Box-office   | Date d'arrêt du box-office | Nombre de semaines |
| -------------- | ------------ | -------------------------- | ------------------ |
| États-Unis     | 17 450 535 $ | 5 avril 2012               | 6                  |
| Monde          | 21 612 733 $ | 5 avril 2012               | -                  |

## Récompense et nomination
| Année | Prix                   | Catégorie                | Actrice          | Résultat |
| ----- | ---------------------- | ------------------------ | ---------------- | -------- |
| 2013  | People's Choice Awards | Actrice comique préférée | Jennifer Aniston | Lauréat  |